# Gora (Petrinja)
Gora je mjesto u Sisačko-moslavačkoj županiji, na Banovini, 8 km jugozapadno od Petrinje, na glavnoj prometnici prema Glini. 
Nakon osnivanja Hrvatskog Kraljevstva naselje Gora postaje središte velike starohrvatske županije Gora.
U povijesnim dokumentima mjesto se prvi puta spominje 1201., a na popisu župa Zagrebačke biskupije iz 1334. spominju se u Gori četiri crkve: sv. Marije, sv. Klementa, sv. Petra i samostanska crkva redovnika križara. Već u 12. stoljeću ovdje su bili nazočni templari.
Od 1242. spominje se u Gori i srednjovjekovna utvrda koja ostaje u uporabi do 1578. godine.
Gora je i hodočasničko središte sa svojom crkvom Uznesenja Blažene Djevice Marije koja je vrijedan spomenik hrvatske kulturne i povijesne baštine. Riječ je o jednoj od prvih gotičkih sakralnih građevina u kontinentalnoj Hrvatskoj. U Gori se nalazi Osnovna škola Ivan Goran Kovačić.

## Stanovništvo
| broj stanovnika | 685   | 678   | 647   | 805   | 925   | 929   | 870   | 906   | 786   | 775   | 680   | 600   | 517   | 454   | 287   | 264   | 232   |
|                 | 1857. | 1869. | 1880. | 1890. | 1900. | 1910. | 1921. | 1931. | 1948. | 1953. | 1961. | 1971. | 1981. | 1991. | 2001. | 2011. | 2021. |

## Poznate osobe
- Mojsije Baltić, hrv. saborski zastupnik, gospodarski stručnjak
- Ivan Trnski, hrvatski književnik i pukovnik, službovao je u Gori